# Marsischer Braunbär
Der Marsische Braunbär (Ursus arctos marsicanus), auch Apennin-Braunbär, ist eine stark gefährdete Unterart des Braunbären (Ursus arctos) und kommt heute nur noch in und um den italienischen Nationalpark Abruzzen, Latium und Molise der historischen Landschaft Marsica im Apennin vor.

## Beschreibung
Die Männchen erreichen bei einer Standhöhe von 185 cm ein Gewicht von bis zu 115 kg, die Weibchen bleiben kleiner und leichter. Sie zählen zu den größten Landraubtieren Italiens. Die Bären verhalten sich sehr scheu und sind oft nur während der Nacht aktiv. Sie sind meist Einzelgänger und leben in eigenen Territorien von bis zu 200 km². Die Bären sind dafür bekannt, während der Nahrungssuche Wohngebiete aufzusuchen, wodurch sie sich bei der Bevölkerung unbeliebt machen. Zur Überwinterung graben sich die Bären Bauten oder ziehen sich in Felshöhlen zurück. Wie es bei den Bären üblich ist, bauen sie dabei ihre Fettreserven ab, die sie während des Sommers und Herbsts angefressen haben.

## Ernährung
Bis zu 90 % der Nahrung ist pflanzlich, zum Beispiel Wurzeln, Knollen, Früchte und Beeren. Diese Kost bietet wenige Nährstoffe, so dass der Bär eine große Menge davon verzehren muss. Der Marsische Bär ist wie alle Bären ein Allesfresser, so jagt er auch kleinere Tiere und ernährt sich vom Kadaver größerer Tiere.

## Verbreitung, Bedrohung und Schutz
Der Marsische Braunbär bildet eine kleine allopatrische Population im Nationalpark Abruzzen, Latium und Molise und den angrenzenden Nationalparks Monti Sibillini, Gran Sasso und Monti della Laga, Majella sowie den Regionalparks Sirente-Velino und Monti Simbruini. Das Verbreitungsgebiet wurde innerhalb der letzten 200 Jahre signifikant eingeschränkt und nimmt heute etwa 1.600 km² ein. Seit der Gründung des Nationalparks Abruzzen im Jahre 1923 steht auch der Marsische Braunbär unter Schutz, jedoch wurden bisher nie effektive Schutzprogramme etabliert. Mitunter rührt die Bedrohung von der wachsenden Landwirtschaft und der zunehmenden Besiedlung der Abruzzen her und wird durch gezielte Wilderung und Vergiftung seit dem 17. Jahrhundert verstärkt. Aber auch durch freilaufende Hunde übertragene Krankheiten wie die canine Parvovirose, die Hundestaupe und die Hundebrucellose sind bestandsbedrohende Faktoren. Diese Faktoren dezimierte die Population auf etwa 40 bis 50 Individuen. Damit wird sie langfristig als nicht überlebensfähig angesehen.
Heute ist der Marsische Braunbär gemäß nationaler Gesetze, europäischer Direktiven, der Berner Konvention und dem Washingtoner Artenschutzübereinkommen vollumfänglich geschützt. Um sicherzustellen, dass die Population das ganze Jahr durch satt wird, ohne menschliche Siedlungen aufzusuchen, bepflanzten Parkranger die Wälder mit zusätzlichen Obstbäumen und Beeren.

## Systematik
Aufgrund der Trennung von den alpinen Populationen vor etwa 400 bis 600 Jahren und dem Aussterben der weiblichen Abstammungslinie unterscheiden sich die Populationen mittlerweile genetisch so weit, als dass sich ein eigener mtDNA-Haplotyp entwickelt hat. Loy et al. (2008) haben geographische Variationen sieben südeuropäischer Populationen der Art Ursus arctos in Bezug auf Sexualdimorphismus, Altersstruktur und Verbreitungsgebiete analysiert sowie morphometrische Daten des Schädels, Unterkiefers und Gebisses vermessen. Diese Analysen haben eindeutige morphologische Unterschiede zwischen dem Marsischen Braunbär und sowohl südwestlichen als auch südöstlichen Populationen ergeben. Somit sollte nach dieser Arbeit der Unterartstatus als Ursus arctos marsicanus bestehen bleiben. Diese Studie sollte zudem die Wichtigkeit des Artenschutzes des Marsischen Braunbären hervorrufen.
Giuseppe Altobello hatte 1921 den Marsischen Braunbären als Unterart des Braunbären Ursus arctos marsicanus erstbeschrieben, jedoch beruhte diese Angabe allein auf Untersuchungen eines adulten Weibchens und zweier Jungtiere. Nach weiteren Untersuchungen eines männlichen adulten Schädels konnte Conti dies 1954 bestätigen. Toschi (1965) hat dies in dem mehrbändigen Werk Fauna d’Italia jedoch angezweifelt. Dies war mit ein Grund, warum Loy et al. diese Studie vornahmen.

## Juan Carrito und Amarena
Am 24. Januar 2023 wurde bekannt, dass Juan Carrito, ein marsischer Braunbär, der in der Gegend von Roccaraso häufig beobachtet wurde, angefahren worden und gestorben ist.
Am 31. August 2023 wurde die Bärin Amarena in San Benedetto dei Marsi von einem Jäger auf seinem Wohngrundstück erschossen, da er sich von ihr bedroht fühlte. Die Bärin war dafür bekannt, dass sie mit ihren Jungen oft nachts durch Dörfer zog, dabei auch von Menschen beobachtet und gefilmt wurde, ohne dass es zu Konflikten kam.